# Charles Seeberger
Charles D. Seeberger (1857 - 1931) fue un ingeniero estadounidense famoso por haber patentado en 1899 la escalera mecánica y desarrolló un modelo para funcionamiento en público, se unió a la empresa Otis Elevator Company empresa a la que acabó vendiendo su patente en el año 1910.